# سيئ السمعة (فلم)
سيئ السمعة (بالإنجليزية: Infamous) هو فيلم جريمة أُنتج في الولايات المتحدة وصدر في سنة 2020. من بطولة بيلا ثورن وماريسا كوجلان وجيك مانلي وأمبير رايلي وبيلي بلير.

## ملخص القصة
حبيبان صغيران يسرقان طريقهما عبر الأراضي الجنوبية، وينشران رحلتهما على وسائل التواصل الاجتماعي ، ويكتسبان الشهرة والمتابعين نتيجة لذلك تتغير حياتهما جذريًا.

## الميزانية والإيرادات
حقق الفيلم إيرادات تقدر بـ 429148 دولار.

## وصلات خارجية
- مقالات تستعمل روابط فنية بلا صلة مع ويكي بيانات